# عملية حيرام
عملية حيرام هي عملية شنتها قوات الاحتلال الإسرائيلي إبان الحرب العربية الإسرائيلية 1948. تولى قيادة العملية الجنرال موشيه كرمل، وكان هدفها الاستيلاء على منطقة الجليل الأعلى من جيش الإنقاذ العربي بقيادة فوزي القاوقجي والكتيبة السورية. العملية التي دامت 60 ساعة (29–31 أكتوبر) اتسمت بالعديد من المجازر وانتهت قبل سريان اتفاق وقف إطلاق النار حيز التنفيذ.
نتج عن هذه العملية، احتلال إسرائيل الجليل الأعلى بأكمله الذي كانت الأمم المتحدة خططت أن يكون جزءاً من الدولة العربية وفق قرار التقسيم، بالإضافة لتشريد أكثر من 50,000 لاجئ فلسطيني جديد إلى لبنان.

## الاسم
الاسم يشير إلى حيرام الأول، ملك صور التوراتي. الذي كان له دور فعال في «بناء الهيكل الأول» في القدس حسب المعتقد اليهودي.

## التفاصيل
في نهاية عام 1948 كان الجزء الأكبر من شمال فلسطين قد أصبح خاضعا للسيطرة الإسرائيلية، لكن ظل هناك جيب مقاوم في الجليل الأعلى. في 26 سبتمبر 1948، قال رئيس الحكومة ديفيد بن غوريون أمام مجلس الوزراء: «في حال نشوب القتال مجدداً في شمال فلسطين، فسيصبح الجليل نظيفاً وخالياً من العرب.» ولمح أن جنرالاته أكدوا له هذا الأمر.
في أكتوبر 1948 قامت القوات الإسرائيلية بتخطيط عملية عسكرية باسم عملية حيرام بقيادة الجنرال موشيه كارمل، وكان الهدف من هذه العملية إزالة آخر جيب للمقاومة العربية في الجليل والسيطرة عليها، وتثبيت خط دفاعي على طول حدود الانتداب الشمالية.
تلخصت فكرة العملية في القيام بهجوم تضليلي من قبل وحدات لواء جولاني على قوات جيش الإنقاذ من ناحية الجنوب والجنوب الغربي لجذب انتباهها هناك، بينما تقوم القوة الرئيسية المشكلة من اللواء السابع بكتائبه الثلاثة وسرية الشركسي ولواء عوديد بالإطباق على قوات جيش الإنقاذ بشكل حركة كماشة.

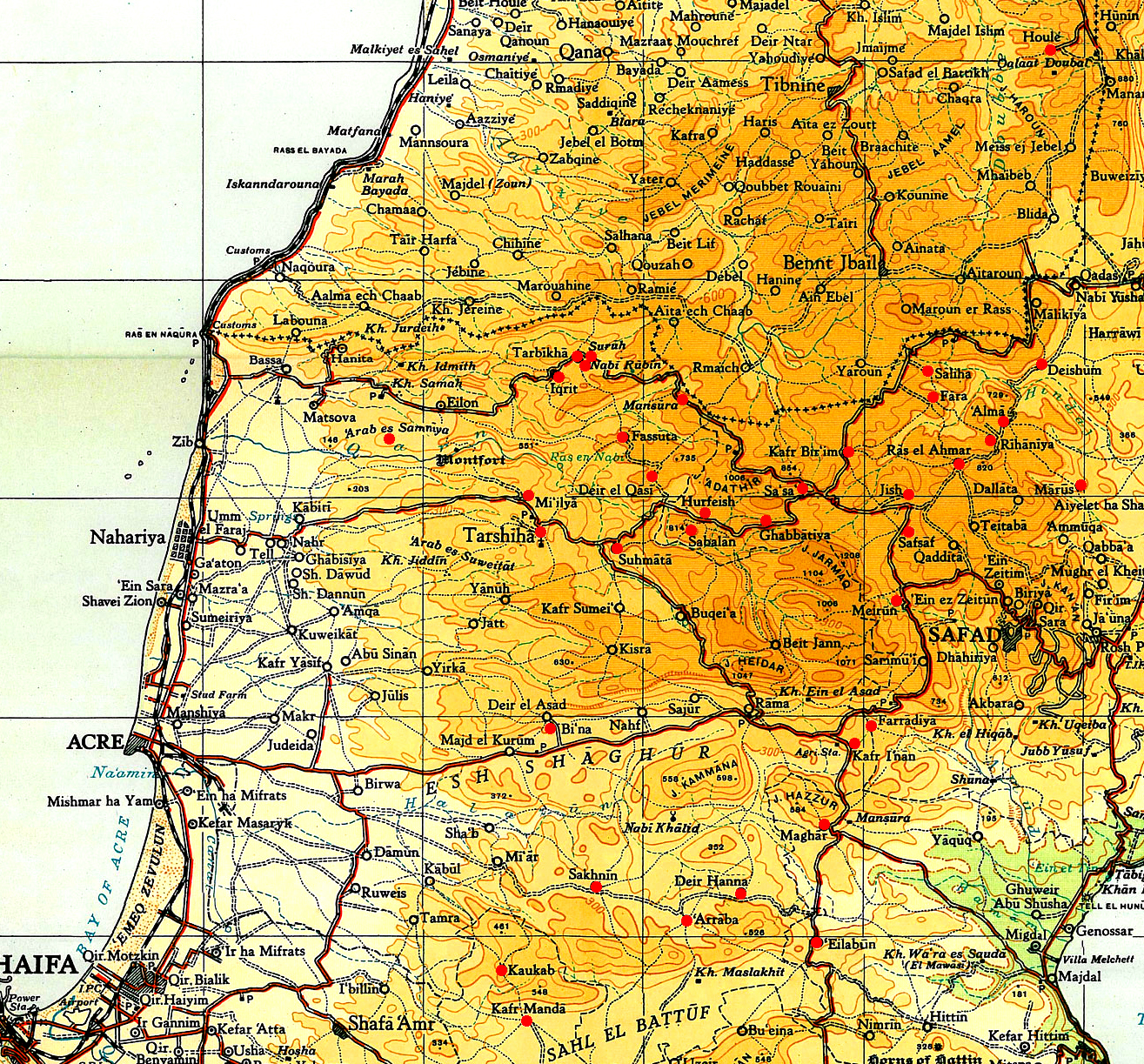
القرى المهجرة خلال العملية

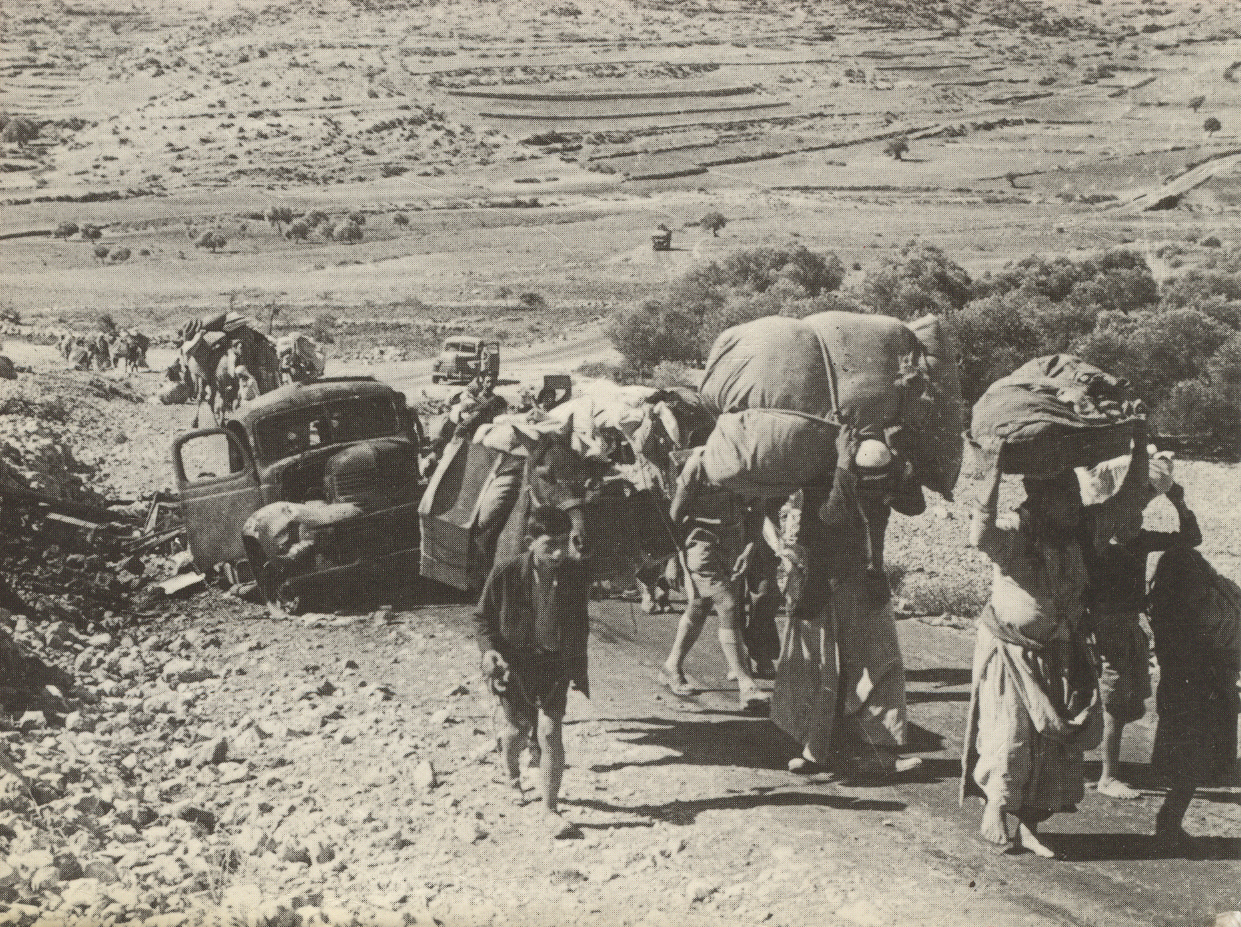
قرويين من الجليل في طريقهم إلى لبنان، أكتوبر/نوفمبر 1948

مدفع رشاش إسرائيلي خلال هجوم على سعسع

وسبق الهجوم البري قصف جوي ومدفعي مكثف استهدف ترشيحا والجش وسعسع واستمر من 22 أكتوبر حتى مساء يوم 28 أكتوبر.
وفي ليلة 28 - 29 أكتوبر 1948، بدأ الهجوم البري لعملية حيرام، فبدأ الهجوم المخادع لقوات اللواء الجولاني من الجنوب والجنوب الغربي إلا أنه فشل في تثبيت قوات جيش الإنقاذ.
وفي نفس الوقت تحرك اللواء السابع اتجاه الشمال الغربي انطلاقا من صفد واحتل قرى قديتا وميرون والصفصاف والجش. وقد وصفت المعارك في الصفصاف والجش في تقرير كتيبة 79، بأنها كانت «صعبة» و«قاسية». وقد جاء في أحد تقارير الجيش الإسرائيلي بأنه 150-200 من العرب قد قتلوا في معركة الجش، «بما فيهم عدد من المدنيين». وقد ذكرت تقارير أخرى بأنه وجدت 200 جثة في الجش و 80 في ميرون. وقد ارتكبت القوات الإسرائيلية مجزرة الصفصاف بعد الاستيلاء عليها.
ثم انقسم اللواء السابع، فاحتلت الكتيبة 71 الرأس الأحمر والريحانية وعلما وديشوم بينما تقدمت الكتيبتان 72 و 79 نحو الغرب لاحتلال سعسع، وقد احتلتها بعد مقاومة محدودة في ليلة 30 أكتوبر.
أما اللواء عوديد الذي كان عليه القيام بحركة التطويق من الغرب لغلق الحلقة على جيش الإنقاذ، واجه مقاومة صلبة في ترشيحا وفشل في الاستيلاء عليها، إلا أن سقوط سعسع أثار الاضطراب في صفوف المدافعين عن ترشيحا، فانسحبوا تجاه الأراضي اللبنانية قبل طلوع النهار، كما انسحب من الجنوب في نفس الليلة باقي قوات جيش الإنقاذ قبل أن يتمَّ تطويقها. ففي صباح 30 أكتوبر أعلن سكان ترشيحا استسلامهم. ومن ثَمَّ تقدمت قوات عوديد للاتصال بقوات اللواء السابع في سعسع.
ثم حصل الجنرال كرملي قائد الجبهة الشمالية على إذن مباشر من رئيس الوزراء بن غوريون لدخول أراضي لبنان، ولكن فقط إلى حد نهر الليطاني. فأصدر أوامره لانتشار على طول الحدود الجنوبية للبنان.
فهاجمت القوات على مجموعة نقاط على الحدود مع لبنان واستولت على سلسلة من القرى الفلسطينية وصولا إلى المالكية في أقصى الشرق، كما نفذت غزوات عبر الحدود واستولت على 14 قرية لبنانية في الشريط الحدودي وتقدمت حتى نهر الليطاني.
وفي الساعات الأخيرة من الهجوم، التقى الجنرال ماكليف بجنرال بن غوريون في طبريا وطلب الإذن بالتقدم واحتلال بيروت مدعيا بأنه يمكن الوصول إليها في غضون اثنتي عشرة ساعة. لكن رفض بن غوريون ذلك خوفا من الإدانة الدولية.

القوات الصهيونية خلال اجتياح سعسع.

نتج عن هذه العملية، احتلال إسرائيل الجليل الأعلى بأكمله وطرد السكان أو فرارهم مذعورين إلى لبنان وأماكن أخرى. وقد تم السماح لعدد قليل جداً من القرويين بالبقاء في منازلهم وسُجن الكثير منهم. كما تم تهجير سكان القرى اللبنانية، ولم يعودوا إليها إلا بعد توقيع اتفاقية الهدنة بين لبنان وإسرائيل في 23 مارس من سنة 1949.
تشير أحد التقديرات الإسرائيلية ان 400 عربي قتلوا خلال الهجوم و 550 شخصا سجنوا. كما تتحدث التقارير عن تسبب عملية حيرام بطرد أكثر 500000 لاجئ فلسطيني.

## المذابح
استمرت عملية حيرام ستين ساعة وقد وقعت خلالها حوالي 10 مذابح في البلدات الفلسطينية واللبنانية منها مجزرة حولا، ومجزرة الصفصاف، وسعسع، والبعنة، ونحف، ودير الأسد وعيلبون، والمالكية، وصلحة وغيرها.
يقول رئيس أركان الهاغاناه يسرائيل غاليلي حول مجزرة سعسع: «ان اللواءالسابع استولى على سعسع بيسر، وأن الوحدة التي نفذت ذلك لم تواجه أية مقاومة. ومع ذلك، فقد ارتكبت أعمال قتل جماعي في القرية.» ووفقاً لموريس، فإن الفظائع التي ارتكبت خلال عملية حيرام أحرجت بوضوح الجيش الإسرائيلي والمسؤولين الإسرائيليين عندما أُجبروا للرد على اتهامات العرب والأمم المتحدة الموجهة اليهم في مختلف الاجتماعات. وقد كان الرد الإسرائيلي الرسمي هو إنكار واضح لهذه الاتهامات.

## المناطق العربية التي تم الاستياء عليها في عملية حيرام
| الإسم            | عدد السكان عام 1945 | التاريخ      | المقاومة                    | الفرقة المهاجمة                           | الملاحظات |
| ---------------- | ------------------- | ------------ | --------------------------- | ----------------------------------------- | --- |
| النبي روبين      |                     | أوائل أكتوبر | لا شيء                      | غ/م                                       | القرية أخليت من سكانها ودمرت |
| ميرون            | 290                 | 29 أكتوبر    | شركة ميليشيا                | اللواء السابع لواء كرملي                  | القرية أخليت من سكانها ودمرت. وقتل 80 مدافعا.                                                                                              |
| صفصاف            | 910                 | 29 أكتوبر    | جيش الإنقاذ الكتيبة الثانية | اللواء السابع                             | القرية أخليت من سكانها ودمرت. انظر مجزرة الصفصاف.                                                                                          |
| الجش             |                     | 29 أكتوبر    | الكتيبة السورية             | اللواء السابع                             | أعدم 10 من أسرى الحرب وعدد من المدنيين، وطُرد سكان القرية. ثم هاجر عدد من المسيحيين من القرى المجاورة اليها. كما قتل 200 مدافع.             |
| ترشيحا           | 3,840               | 29 أكتوبر    | القرويون وأعضاء جيش الإنقاذ | لواء عوديد                                | بحلول ديسمبر، عاد حوالي 700 قروي إلى ديارهم، لكن تم طرد أكثر من 100 منهم في يناير عام 1949. وقد أُعيد بناء المباني من قبل المهاجرين اليهود. |
| سعسع             | 1,130               | 30 أكتوبر    | لا شيء                      | اللواء السابع لواء الدروز                 | المدينة أخليت من سكانها ودمرت. ويُزعم ان المدنيين قتلوا.                                                                                    |
| سحماتا           |                     | 30 أكتوبر    | لا شيء                      | لواء جولاني                               | القرية أخليت من سكانها ودمرت. |
| دير القاسي       | 2,300               | 30 أكتوبر    | لا شيء                      | غ/م                                       | المدينة أخليت من سكانها ودمرت. |
| ديشوم            | 590                 | 30 أكتوبر    | غ/م                         | اللواء السابع                             | القرية أخليت من سكانها ودمرت. |
| عيلبون           |                     | 30 أكتوبر    | جيش الإنقاذ                 | اللواء الجولاني                           | طرد سكان المدينة ولكن تم التفاوض للعودة خلال صيف عام 1949. انظر مجزرة عيلبون.                                                              |
| فارة             | 320                 | 30 أكتوبر    | غ/م                         | اللواء السابع                             | القرية أخليت من سكانها ودمرت. |
| الفراضية         | 670                 | 30 أكتوبر    | غ/م                         | لواء جولاني                               | القرية أخليت من سكانها ودمرت. |
| فسوطة            | 2,300               | 30 أكتوبر    |                             |                                           | سمح لسكان المدينة بالبقاء في منازلهم. |
| غباطية           | 60                  | 30 أكتوبر    | جيش الإنقاذ                 | غ/م                                       | القرية أخليت من سكانها ودمرت. |
| كفر عنان         | 360                 | 30 أكتوبر    | لا شيء                      | لواء جولاني                               | القرية أخليت من سكانها ودمرت |
| ماروس            |                     | 30 أكتوبر    | لا شيء                      | اللواء السابع                             | القرية أخليت من سكانها ودمرت. |
| الرأس الأحمر     | 620                 | 30 أكتوبر    | لا شيء                      | اللواء السابع                             | القرية أخليت من سكانها ودمرت. |
| سبلان            | 70                  | 30 أكتوبر    | غ/م                         | لواء جولاني، الكتيبة الأولى               | القرية أخليت من سكانها ودمرت. |
| صلحا             | 1,070               | 30 أكتوبر    | لا شيء                      | اللواء السابع                             | القرية أخليت من سكانها ودمرت. قتل 60–94 شخصا.                                                                                              |
| كفر برعم         | 710                 | 31 أكتوبر    | استسلموا                    | غ/م                                       | القرية أخليت من سكانها ودمرت. |
| عرب السمنية      | 200                 | 30-31 أكتوبر | لا شيء                      | اللواء السابع والكرملي والجولاني والعوديد | القرية أخليت من سكانها ودمرت |
| إقرت             | 490                 | 31 أكتوبر    | لا شيء                      | لواء عوديد                                | القرية أخليت من سكانها ودمرت |
| خربة عربين       | 360                 | 31 أكتوبر    | لا شيء                      | لواء عوديد                                | القرية أخليت من سكانها ودمرت |
| حولا             |                     | 31 أكتوبر    |                             |                                           | وهي قرية لبنانية. انظر مجزرة حولا. |
| معليا            | 900                 | 31 أكتوبر    |                             |                                           | سمح لسكان المدينة بالبقاء في منازلهم. |
| المنصورة         | 2,300               | 29-31 أكتوبر | غ/م                         | غ/م                                       | المدينة أخليت من سكانها ودمرت. |
| حرفيش            | موحدون دروز         | 29-31 أكتوبر |                             |                                           | سمح لسكان المدينة بالبقاء في منازلهم. |
| تربيخا           | 1,000               | 29-31 أكتوبر | لا شيء                      | لواء عوديد                                | المدينة أخليت من سكانها ودمرت. |
| سروح             |                     | 29-31 أكتوبر | لا شيء                      | غ/م                                       | القرية أخليت من سكانها ودمرت |
| البعنة           | 830                 | 29-31 أكتوبر |                             | غ/م                                       | بقي بعض القرويين بعد الحرب فيها والمدينة موجودة اليوم.                                                                                     |
| كوكب أبو الهيجاء | 490                 | 29-31 أكتوبر |                             | غ/م                                       | استسلم القرويون وبقوا فيها بعد الحرب. المدينة موجودة اليوم.                                                                                |
| كفر مندا         | 1,260               | 29-31 أكتوبر |                             | غ/م                                       | بقي بعض القرويين بعد الحرب فيها والمدينة موجودة اليوم.                                                                                     |
| سخنين            | 1,891               | 29-31 أكتوبر |                             | غ/م                                       | بقي بعض القرويين بعد الحرب فيها والمدينة موجودة اليوم.                                                                                     |
| عرابة            | 1,800               | 29-31 أكتوبر |                             | غ/م                                       | بقي بعض القرويين بعد الحرب فيها والمدينة موجودة اليوم.                                                                                     |
| دير حنا          | 750                 | 29-31 أكتوبر |                             | غ/م                                       | بقي بعض القرويين بعد الحرب فيها والمدينة موجودة اليوم.                                                                                     |
| المغار           | 2,140               | 29-31 أكتوبر |                             | غ/م                                       | بقي بعض السكان بعد الحرب. المدينة موجودة اليوم.                                                                                            |
| الريحانية        | غ/م                 | 29-31 أكتوبر |                             | غ/م                                       | بقي بعض القرويين بعد الحرب فيها والمدينة موجودة اليوم.                                                                                     |
| علما             | 950                 | 29-31 أكتوبر |                             | غ/م                                       | طرد القرويون وهدمت المباني. |

## الألوية المشاركة في العملية
- لواء كرملي
- لواء جولاني
- اللواء السابع المدرع
- لواء عوديد